# Vjekoslav Meichsner
Vjekoslav (Luigi, Alois) Meichsner von Meichsenau (Monza, 9. lipnja 1847. – Zadar, 29. travnja 1916.) inženjer, graditelj, arhitekta koji je veći dio svog profesionalnoga života proveo u Šibeniku radeći na urbanom razvoju grada i infrastrukturnim objektima prometnog povezivanja Dalmacije i unutrašnjosti Hrvatske. 
Njegovo najznačajnije inženjersko djelo je projekt i gradnja hidroelektrane izmjenične struje na rijeci Krki, te prvog u svijetu cjelovitog elektroenergetskog sustava izmjenične struje koji je uključivao proizvodnju u elektrani, prijenos dalekovodom i potrošnju kroz gradsku rasvjetu u Šibeniku. Sustav je proradio 28. kolovoza 1895. Danas se taj dan obilježava kao Dan Hrvatske elektroprivrede.

## Biografija
Rođen je 9. lipnja 1847. u Monzi kraj Milana (tada Lombardijsko Venecijanska kraljevina u Austrijskoj carevini) od oca Carla Meichsnera von Meichsenau, visokog dužnosnika Austrijske carevine i majke Marije, rođene Ehrenthaler, kao peto od devetoro djece ugledne plemićke obitelji.
Osnovnu školu pohađa u Veroni. Maturirao je u Ginasio-Liceale di Santa Catarina u Veneciji. Studira na C.R. Universitatis Oenipotantae u Innsbrucku. 
Kao mladi inženjer 1869. svoj prvi posao dobiva u direkciji Riječkog sektora gradnje željezničke pruge Karlovac – Rijeka. Živi u Rijeci gdje se oženio Matildom Lipovčić s kojom je 1872. imao sina Eugena. Poslije rane smrti supruge 1875. i privučen planiranim projektima Državnih Željeznica u Srednjoj Dalmaciji napušta Rijeku i s maloljetnim sinom Eugenom seli u Šibenik. U Šibeniku se inženjer Meichsner uklapa u društveni i javni život grada. Općinski je vijećnik i gradski nadmjernik (glavni arhitekta grada). Tu je nanovo formirao obitelj i 1883. se vjenčao Šibenčankom Amalijom Bane s kojom je imao još troje djece: Hektora 1884., Emu 1887. i Olgu 1889. S gradonačelnikom Šibenika Ante pl. Šupukom ima višegodišnju suradnju koja se pokazala vrlo uspješnom kroz realizaciju mnogih, za razvoj Šibenika, nužnih komunalnih i drugih projekata. Od 1881. počinje istraživati mogućnost uspostave električne rasvjete u Šibeniku gradnjom elektrane na Skradinskom buku na rijeci Krki. Godine 1893. započinje s pripremom projekta, a gradnju počinje 1894. Gradnju i elektrifikaciju Šibenika završava 28. kolovoza 1895. Od 1895. do 1897. vodi poslove zajedničkog društva za proizvodnju i distribuciju električne energije koje je ustanovio s Ante pl. Šupukom. 
Godine 1907. povlači se iz javnog života, seli u Zadar u svoju novu vilu na Brodaricama.  Godine 1910. umire mu supruga Amalija. Vjekoslav pl. Meichsner umro je u Zadru 29. travnja 1916. Sahranjen  je u obiteljskoj grobnici na groblju Sv. Ane u Šibeniku. 

## Urbani razvoj Šibenika
Kao gradski nadmjernik, glavni arhitekt grada u Šibeniku, znatno doprinosi urbanoj preobrazbi Šibenika. Popločava gradske ulice, gradi suvremeni gradski kanalizacijski sustav (1892.),  projektira i gradi javno kupalište (1881.),  kao i mnoge obiteljske kuće i palače za poznate Šibenčane. Gradi neke od najznačajnijih infrastrukturnih i javnih objekata koji će doprinijeti značajnom gospodarskom i kulturnom napretku Šibenika u drugoj polovici 19. stoljeća.
1878. i 1879.  gradi suvremeni vodovodni sustav koji će osim državnoj željeznici, koja je investirala ovaj projekt, dovesti sa Skradinskog buka, prvi put u povijesti,  tekuću vodu gradu Šibeniku. Od 1881. do 1883. gradi pokrajinsku bolnicu paviljonskog tipa po projektu poznatog arhitekte bolnica Kuna Waidmanna.1881. mu je dodijeljena izrada projekta proširenja Šibenske luke – Porporele s pristupnim trgom. Projekt je bio temelj urbane preobrazbe grada, povezivanja novog lučkog trga sa novim centrom grada, današnjom „Poljanom“ i prometnicom uz istočni gradski zid i novim gradskim perivojem (arhitektonski i građevno uobličeno 1895.). Nakon odobrenja projekta od strane Državnog Ministarstva pomorstva u Trstu i Državnog Ministarstva trgovine u Beču 1885. vodi radove na rekonstrukcije luke i formiranju pristupnog trga.
1885. i 1886. u vojnoj luci u uvali St. Pietro na Mandalini gradi vezove za Austrijsku Ratnu Mornaricu. 
Od 1900. do srpnja 1905. rukovodi radovima na gradnji zgrade C.K. Okružnog Suda u Šibeniku, za koji je projekt uradio C.K. Dvorski Građevinski Ured u Beču.

## Željeznica
Od 1869.  do 1874. kao mladi inženjer radi u Direkciji Riječkog sektora državnog poduzeća „General Bau-Unternehmung der Carstadt-Fiumaner Eisenbahn“ - na tada velikom i strateški značajnom projektu željezničke pruge Karlovac – Rijeka. Godine 1877. Državno Poduzeć za Gradnju Dalmatinskih Željeznica (General Bauunternehmung der Dalmatinischen Staatsbahnen) postavlja ga na mjesto glavnog inženjera za gradnju željezničkih postaja i objekata na pruzi Siverić - Split i Perković - Šibenik. Godine 1879. u kanjonu Neretve na trasi nove željezničke pruge Mostar–Konjic gradi tunele i pružne zaštitne konstrukcije. Godine 1885. Austrijske državne željeznice (K.K. Österreichische Staatsbahnen) angažiraju ga na gradnji željezničkog kraka od Siverića do Knina, gdje gradi i objekt prvog Kninskog kolodvora.

## Elektrana “Krka” (Jaruga I)
Početkom osamdesetih godina devetnaestoga stoljeća inženjer Meichsner, potaknut potencijalima rijeke Krke s kojima se susreo gradeći Šibenski vodovod, počinje razmatrati ideju o rasvjeti grada Šibenika instaliranjem hidroturbine povezane s dinamo mašinom uz vodopade na Krki. Istražujući mogućnosti realizacije svoje ideje suočava se s problemom prijenosa tada jedino poznate istosmjerne struje od buduće hidroelektrane na Skradinskom buku do Šibenika. Tek 1885. na nacionalnoj tehničkoj izložbi u Budimpešti ima priliku vidjeti monofazni sinkroni generator izmjenične struje i prvi transformator koji je kao novo tehničko dostignuće predstavila firma Ganz. Stupa u vezu s konstruktorima, inženjerima Károlyjem Zipernowskim, Miksom Deriem i Ottom Blathyem koji u to doba razvijaju sustave na bazi izmjenične  struje. Oni su ga uvjerili da je prijenos električne energije na veće udaljenosti moguć jedino primjenom izmjenične struje.  
S idejom o električnoj rasvjeti Šibenika upoznaje poduzetnog i ekonomski moćnog gradonačelnika Antu pl. Šupuka, koji prepoznaje trend elektrifikacije gradova Europe, a i vjeruje u Meichsnerove planove, te 1889. predlaže Općinskom upraviteljstvu Šibenika zamjenu gradske petrolejske rasvjete električnom, koristeći se energijom vodopada na rijeci Krki. Općinsko mu vijeće daje suglasnost 29. listopada 1889.
Informacija objavljena u tadanjem stručnom tisku 1891. o uspješnom eksperimentu Oskara von Millera i Mikhaila Dobrovolskog kojim su proizvedenu izmjeničnu struju u hidroturbinom pogonjenom trofaznom generatoru u Lauffenu na Nekaru, uz primjenu sustava transformatora, transportirali do 176 km udaljenog paviljona međunarodne elektrotehničke izložbe u Frankfurtu, kod Meichsnera otklanja sve sumnje u uspeh projekta hidroelektrane na rijeci Krki i elektrifikacije Šibenika. Podršku ideji dobiva i od sina gradonačelnika kapetana Marka Šupuka, koji je osobno bio na izložbi u Frankfurtu. 
Godine 1892. Meichsner kreće u realizaciju svog projekta. U rujnu kupuje terene na lijevoj obali Krke na kojima će kasnije podići objekt hidroelektrane s vodo zahvatom. Radi prve nacrte objekta buduće hidroelektrane i na temelju istih nacrta od Općinskih vlasti 7. listopada 1892. traži dozvolu "za gradnju u obrtne svrhe jedne nove kuće na Krki“ i istu dobije 2. prosinca 1892. 
Istodobno traži moguće partnere i suinvestitore. S Ante Šupukom 17. rujna 1892. sklapa predugovor o suradnji na projektu elektrifikacije Šibenika. S općinskim vlastima u Šibeniku razgovara o postavljanju gradske rasvjete o čemu 8. lipnja 1893. zaključuje predugovor. Koncem iste godine i gradu Zadru nudi rasvjetu strujom iz hidroelektrane na Krki. 
Dana 27. svibnja 1893. Vjekoslav pl. Meichsner sklapa ugovor s tvrtkom Ganz iz Budimpešte (ovjeren kod bilježnika Istvana Gorgey-a u Budimpešti) o isporuci i montaži njihovog prototipa dvofaznog generatora i prateće opreme uključujući i hidroturbinu. U trenutku potpisivanja ugovora dvofazni generator po Teslinom patentu u Ganzu još je bio u fazi razvoja. Ispred firme Ganz ugovor je potpisao inženjer Ottó Bláthy, konstruktor kasnije isporučenog prototipa generatora pod radnim nazivom „A2“. 
S Ganzovim inženjerima razrađuje tehničke detalje ugradnje generatora u svoj objekt, kao i projekt dalekovoda od elektrane do Šibenika, raspored transformatora u gradu, te projekte mreže za gradsku rasvjetu. Bez njihove tehničke podrške ne bi bilo moguće privesti kraju projekte po kojima bi se izvodio cjeloviti sustav. Inženjer Meichsner veći je dio opreme naručio tijekom 1893. i 1894. Transformatore za gradsku mrežu, po patentu inženjera Károlya Zipernowskog, naručio je tek početkom 1895. kada ih je tvrtka Ganz i isporučila. 
Pored općinske dozvole za gradnju, koju je dobio u prosincu 1892., bilo je potrebno od Kotarske uprave u Zadru dobiti i dozvolu za ustanovljenje obrtništva i korištenje vode rijeke Krke. Dana 1. svibnja 1893. upućuje molbu Kotarskom poglavarstvu u Zadru za ustanovljenje obrtništva za proizvodnju „munjave“ i korištenje vode rijeke Krke za potrebe buduće hidroelektrane. 
Nakon što su dvije komisije obišle lokaciju budućeg objekta elektrane i trasu dalekovoda, kotarsko poglavarstvo u Zadru 18. prosinca 1893. izdaje inženjeru Meichsneru “Rasudu“ (Rješenje) kojim se dozvoljava „...korištenje vode rijeke Krke za ustanovljenje obrtništva za proizvodnju “munjave”.
Na temelju ovog rješenja je 22. ožujka 1894., izdata i „industrijska koncesija“ za korištenje vode rijeke Krke.
Gradnja sustava je počela gradnjom objekta elektrane 22. ožujka 1894. Inženjer Meichsner je na gradnji angažirao šibenske građevinske poduzetnike. Tvrtka Ganz je na gradnju poslala svoje inženjere Zorzenonea, Carcana i Zeriala koji su organizirali i nadgledali montažu generatora i ostale elektroopreme u objektu kao i radove na razvodnoj mreži u Šibeniku. 
Gradnja elektrane zajedno s ukupnim sustavom, dalekovodom i gradskom mrežom trajala je sedamnaest mjeseci i završena je puštanjem gradske električne rasvjete u  Šibeniku 28. kolovoza 1895. Inženjer Meichsner je puštanje u rad sustava pratio iz svoje vile u Šibeniku putem telefonske linije koju je postavio na stupove dalekovoda.
Dana 26. veljače 1895. dok je još gradnja bila u toku Vjekoslav pl. Meichsner i Ante pl. Šupuk zamjenjuju prvobitni predugovor o suradnji na projektu od 17. rujna 1892. novim ugovorom o osnivanju društva za proizvodnju električne energije („una societa di commercio in nome colletivo“) ovjerenom kod bilježnika Gioconda Petrisa de Herrenstein-a u Šibeniku, ili danas – zajedničkog poduzeća, čije je izvorno ime bilo Supuk e Meichsner Prima concessionata centrale elettrica in Dalmazia “Krka”. 
Inženjer Meichsner vodi poslove poduzeća do 27. ožujka 1897. kada istupa iz Društva prodajom svog udjela i svih osobnih prava koja je stekao „Rasudom“ Marku Šupuku, sinu svoga partnera, nakon čega Društvo mijenja ime u „Šupuk i Sin - Prva povlaštena električna centrala u Dalmaciji „Krka““. Pored ponuda električne rasvjete gradu Zadru 1892. i 1893. inženjer Meichsner je zajedno s firmom Ganz ponudio Trogiru i Splitu dalekovod i gradsku rasvjetu električnom energijom iz hidroelektrane „Krka“. Početkom 1897. radi projekt gradske rasvjete Dubrovniku s hidroelektranom na rijeci Ombli. 
Elektrana „Krka“ kasnije „Jaruga 1“ prestala je s radom s početkom Prvog svjetskog rata 1914., kada su Austro-ugarske vojne vlasti demontirale dalekovod i opremu u elektrani da bi iskoristili bakar u vojne svrhe.